# Барон Глэдвин

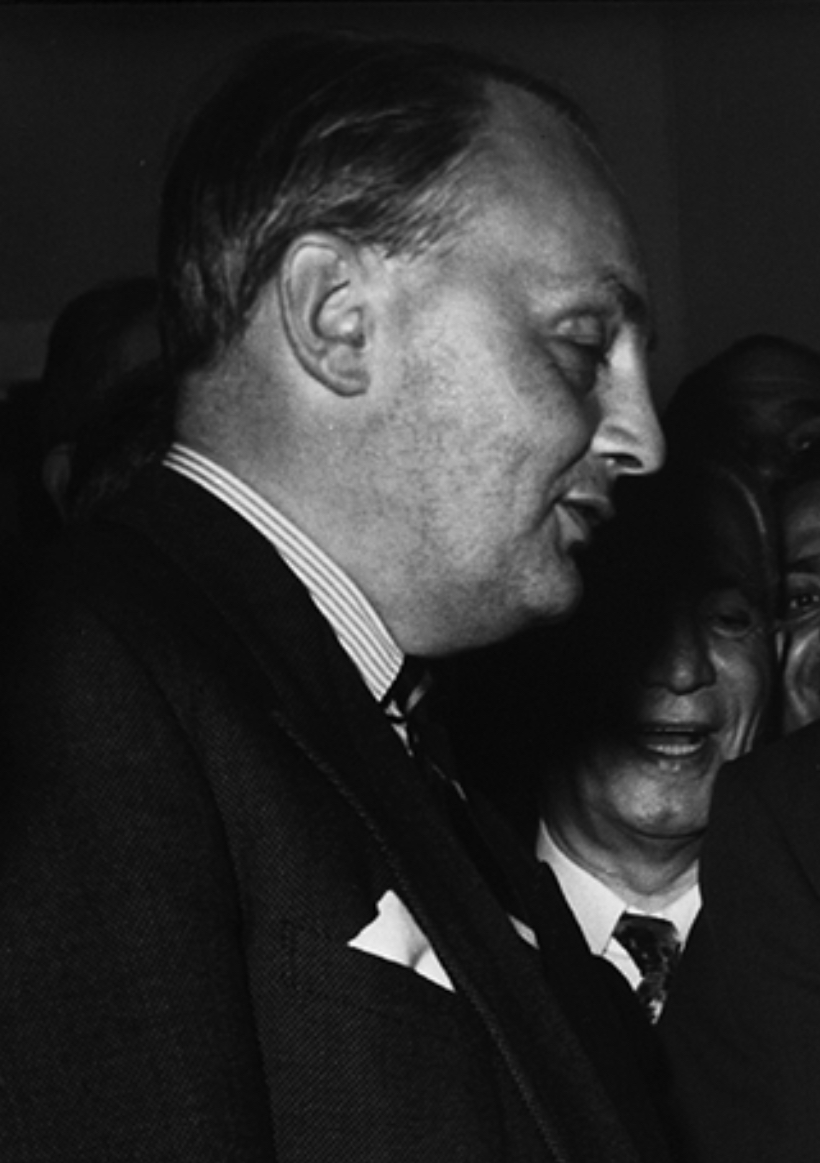
Хуберт Майлс Глэдвин Джебб (1900—1996)

Барон Глэдвин из Брэмфилда в графстве Саффолк — угасший наследственный титул в системе Пэрства Соединённого королевства. Он был создан 12 апреля 1960 года для известного государственного служащего и дипломата Хуберта Майлса Глэдвина Джебба (1900—1996). Он был первым исполняющим обязанности Генерального секретаря Организации Объединённых Наций (1945—1946) и послом Великобритании во Франции (1954—1960).

## Бароны Глэдвин (1960)
- 1960—1996: Хуберт Майлс Глэдвин Джебб, 1-й барон Глэдвин (25 апреля 1900 — 24 октября 1996), сын Сидни Глэдвина Джебба (1871—1950)[1]
- 1996 — 2017: Майлз Элвери Глэдвин Джебб, 2-й барон Глэдвин (3 марта 1930 — 15 августа 2017), единственный сын предыдущего[2].

Титул угас.